# Halina Brdulak
Halina Brdulak – dr hab. profesor nadzwyczajny Szkoły Głównej Handlowej w Warszawie, Katedra Zarządzania Międzynarodowego SGH, Kolegium Gospodarki Światowej, była kierowniczka Zakładu Transportu Międzynarodowego i Logistyki,  prezeska Międzynarodowego Forum Kobiet (2006-2012), obecnie honorowa prezeska, przewodnicząca komisji rektorskiej ds społecznej odpowiedzialności uczelni (od 2020 r.), od 2021 - przewodnicząca Rady Klimatycznej przy UNGC, członkini Rady UNGC (United Nations Global Compact Network Poland).

## Publikacje
1. Innowacyjność w usługach logistycznych w: Logistyka wobec nowych wyzwań, materiały konferencyjne, Logistics 2010, s. 216
2. Rynek usług logistycznych – analiza makro oraz Rynek usług kurierskich, ekspresowych i pocztowych (KEP) w: Logistyka w Polsce. Raport 2009 (red. nauk. I.Fechner, G.Szyszka), Biblioteka Logistyka, Poznań 2010, s.169
3. Chapter IX - New Information Technologies in Logistics w : Innovative Perspective of Transport and Logistics, pr. zbior. red. J.Burnewicz, UG, Gdańsk 2009
4. Europejski rynek TSL – jednolity rynek, czy rynek “dwóch prędkości”? Diagnoza i perspektywy, w: M. Michałowska (red. nauk.), Efektywny transport – konkurencyjna gospodarka, pr. zbior. prace naukowe Akademii Ekonomicznej w Katowicach, Katowice 2009 (s.378)
5. Zielona logistyka, ekologistyka, zrównoważony rozwój w logistyce, współautorstwo z K. Michniewska, w: Logistyka nr 4/2009,
6. Rynek usług transportowych, spedycyjnych i logistycznych w Polsce w Transport. Problemy transportu w rozszerzonej UE (red. W.Rydzkowski, K.Wojewódzka-Król), PWN, Warszawa 2009,
7. TRANS'09. Wspólna Europa. Partnerstwo przedsiębiorstw jako czynnik ograniczania ryzyka działalności gospodarczej. SGH, Warszawa 2009 (redakcja naukowa, wspólnie z T. Gołębiowski i E. Duliniec, stron 551)
8. Rola komunikowania w kulturze organizacyjnej korporacji międzynarodowych w: Zeszyty Naukowe Kolegium Gospodarki Światowej SGH, nr 23, SGH, Warszawa 2008
9. Metodyka zarządzania projektem w oparciu o praktykę firm logistycznych w: Prace Naukowe Uniwersytetu Ekonomicznego we Wrocławiu nr 11, Wydawnictwo Uniwersytetu Ekonomicznego we Wrocławiu (red.nauk. J.Witkowski, A.Skowrońska), ss. 15-27, Wrocław 2008